# Boué Sœurs
Boué Sœurs est une maison de mode française active de 1899 à 1957. Elle a été fondée par les sœurs Sylvie Montegut et Jeanne d'Etreillis sous leur nom de jeune fille, Boué.

## Histoire
Sylvie et Jeanne Boué s'intéressent très tôt à la mode. Dans un article de 1922 paru dans le magazine Art et Décoration, Jeanne écrit :

« Dès notre plus tendre enfance, Madame Montegut et moi-même avons eu envie de beau : notre désir s'est d'abord concrétisé dans la collection de rubans délicats, de soies douces, de toutes les matières luxueuses, de fleurs, de dentelles - tout ce qui exprimait la beauté dans la forme et la couleur. Nous avons commencé par habiller nos poupées à la mode, puis nous avons trouvé un exutoire à notre amour du beau en créant nos propres vêtements. »

En 1899, elles ouvrent leur première boutique rue de la Paix à Paris où elles vendent des vêtements pour femmes tels que des robes de soirée, des robes de mariée, de la lingerie et des camisoles,. La baronne d'Etreillis ouvre une deuxième boutique à New York en 1915,.

## Style
Boué Sœurs était connue pour créer des ensembles élaborés aux designs très féminins. Les éléments caractéristiques comprenaient de fines dentelles d'Alençon et de Duchesse, des broderies, des rubans et des textiles en or et en argent,. Alors que certaines de leurs robes de soirée se vendaient entre 145 et 150 dollars dans les années 1920, les modèles avec des matériaux plus exotiques pouvaient coûter jusqu'à 2 000 dollars. Parmi les créations les plus élégantes de la maison, on trouve la robe de style, un modèle popularisé par Jeanne Lanvin, qu'elle a continué à produire jusque dans les années 1940,,.